# Пазенко, Леонид Михайлович

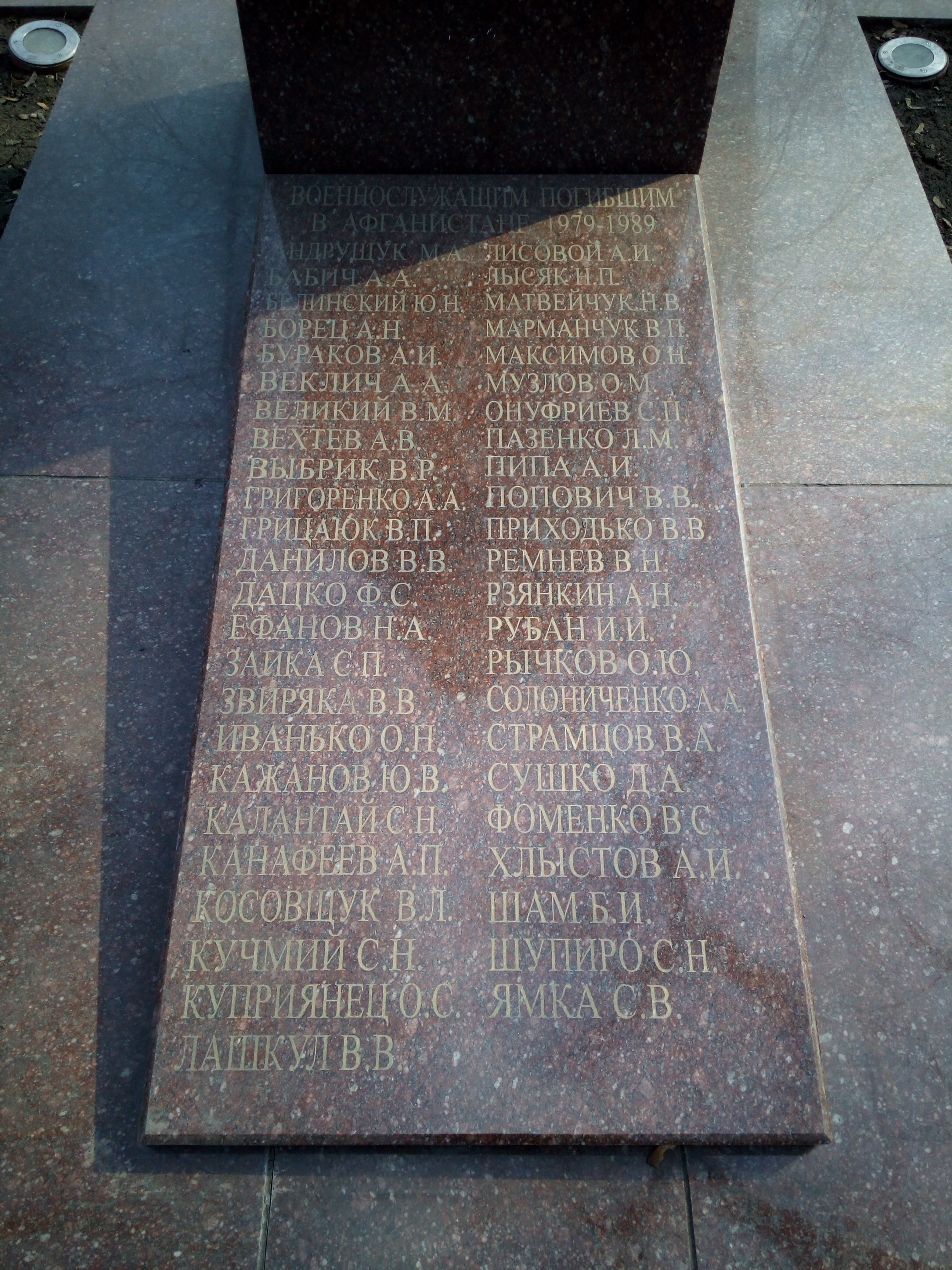
Имя на памятнике воинам-интернационалистам на Дзержинке (Кривой Рог)

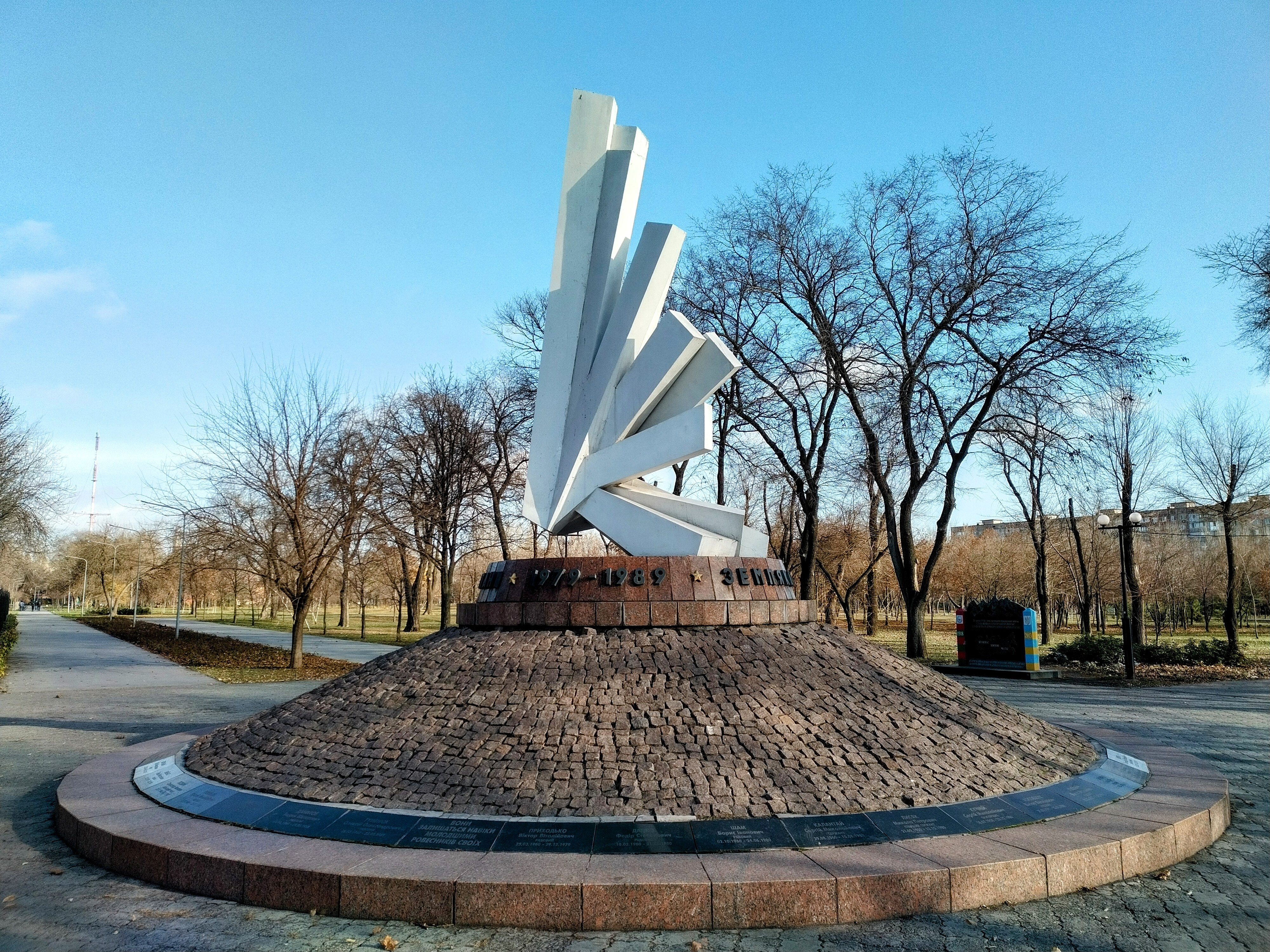
Имя на памятнике воинам-интернационалистам в Юбилейном парке (Кривой Рог)

Пазенко Леонид Михайлович (1 августа 1964, Варваровка, Кировоградская область — 27 ноября 1983, Пактия) — советский военнослужащий, младший сержант, командир автомобильного отделения, участник Афганской войны.

## Биография
Родился 1 августа 1964 года в селе Варваровка Петровского района Кировоградской области УССР в рабочей семье.
Окончил в СПТУ № 14, работал водителем автобазы № 18 в городе Кривой Рог Днепропетровской области. 
10 ноября 1982 года призван в Вооружённые силы СССР Жовтневым районным военкоматом города Кривой Рог. В апреле 1983 года в звании младшего сержанта направлен в состав Ограниченного контингента советских войск в Афганистане, где служил командиром автомобильного отделения в автомобильных войсках.
В районе населённого пункта Бараки провинции Пактия его автомобиль подорвался на мине, он получил тяжёлые ранения. 27 ноября 1983 года умер в военном госпитале.
Похоронен в Кривом Роге на Центральном кладбище (участок 5, ряд 8, могила 1).

## Награды
- Орден Красной Звезды (посмертно)[1][2].

## Память
- Имя на памятнике воинам-интернационалистам Днепропетровщины, погибшим в Афганистане (Днепр)[4];
- Имя на памятнике воинам-интернационалистам на Дзержинке (Кривой Рог);
- Имя на памятнике воинам-интернационалистам на КРЭСе (Кривой Рог);
- Имя на памятнике воинам-интернационалистам в Юбилейном парке (Кривой Рог).